# John Berkeley (5e baron Berkeley de Stratton)
Pour les articles homonymes, voir John Berkeley et Berkeley.
John Berkeley (16 mai 1697 - 18 avril 1773) est un homme politique britannique, le dernier membre de la branche de Bruton de la famille Berkeley.

## Biographie
Il est le fils de William Berkeley (4e baron Berkeley de Stratton), et de Frances, fille de Sir John Temple (homme politique irlandais), président de la Chambre des communes irlandaise. Il fait ses études à Christ Church, Oxford.
Il est élu au Parlement en tant que l'un des deux représentants de Stockbridge en 1735, poste qu'il occupe jusqu'en 1741, date à laquelle il succède à son père dans la baronnie et siège à la Chambre des lords. En 1743, il est nommé capitaine des Yeomen of the Guard, et le reste jusqu'en 1746. Il est admis au Conseil privé en 1752 et occupe les fonctions de trésorier de la Maison de 1755 à 1756 et de capitaine de l'honorable Corps des gentilshommes pensionnés de 1756 à 1762. De 1762 à 1770, il est Lord Lieutenant de Tower Hamlets et Connétable de la Tour de Londres .

## Vie privée
Il est marié mais n'a pas d'enfants. Il meurt à Bruton Abbey, dans le Somerset, en avril 1773, à l'âge de 75 ans, et la baronnie s'éteint. Il lègue ses domaines considérables, dont Berkeley Square à Londres, à son parent, Frederick Berkeley (5e comte de Berkeley) bien que la branche de Bruton soit issue d'un baron décédé en 1326.